# Stella und der Stern des Orients
Stella und der Stern des Orients ist ein deutscher Film von 2008. Er erlebte seine Welturaufführung am 20. April 2008 auf dem Kinder-Medien-Festival Goldener Spatz, wo er als Eröffnungsfilm zu sehen war. Der offizielle deutsche Kinostart war am 25. Dezember 2008.

## Handlung
Das Jahr 2005 neigt sich dem Ende zu. Die 10-jährige Stella verbringt Silvester mit ihren Eltern und der Großmutter in der alten Villa ihrer verstorbenen Urgroßmutter Clementine. Stella kann sich kaum noch an die alte Dame erinnern. Doch das kleine silberne Amulett, das sie einst von ihr geschenkt bekam, ist ihr ständiger Begleiter. Als sich Stella verbotenerweise auf den Dachboden der Villa schleicht und dort einen verborgenen Fahrstuhl entdeckt, beginnt für sie eine abenteuerliche Reise in die Vergangenheit. Plötzlich stehen die damals gleichaltrige Clementine und deren Bruder Gustav vor ihr. Schnell wird den Geschwistern klar, dass Stella mit dem Fahrstuhl 100 Jahre durch die Zeit zurück ins Jahr 1905 gereist ist. Gustav ist außerordentlich entzückt, denn er ist der einzige, der an Onkel Antons Erfindung eines Zeitreisefahrstuhls geglaubt hat. Aber die Familie hat gerade ganz andere Sorgen: Mit Ablauf des Jahres droht der Verlust des gesamten Familienbesitzes, da sich Clementines Vater beim Bau einer Eisenbahnstrecke hoch verschuldet hat. Nur Onkel Antons Schatz könnte alles retten. Die Kinder beschließen, Antons Schatz, den Stern des Orients, ein Juwel von unermesslichem Wert, zu suchen. Viel Zeit bleibt nicht, denn kurz nach Mitternacht muss Stella wieder in den Zeitfahrstuhl steigen, sonst kann sie nie mehr in die Gegenwart zurückkehren. Über die Verbote der Eltern hinweg beginnt die Suche. Aber auch der zwielichtige Dr. Lodeus und sein Gehilfe Kleinheinz sind hinter dem Edelstein her. Die beiden Gauner wissen, dass die Kinder das magische Amulett besitzen, das Wegweiser und Schlüssel zum Schatz ist.
Am Ende gelingt es den Kindern, sich gegen die Ganoven zu behaupten und den Schatz für sich zu gewinnen. In letzter Minute erreicht Stella den Zeitfahrstuhl, so dass sie ihre Heimreise in die Gegenwart antreten kann.

## Kritiken
„Erfindungsreiches und cleveres Abenteuer um ein junges Mädchen, das in die Vergangenheit ihrer Familie reist und damit die Zukunft verändert.“

„Stellas Reise in die Vergangenheit liefert den Stoff für einen amüsanten, lehrreichen und fantasievollen Familienfilm. Ein zeitloses Vergnügen für Kinder jeden Alters.“

## Hintergrund
- Der Film wurde überwiegend in Thüringen gedreht. Die Drehorte befanden sich im Thüringer Wald, unter anderen bei Ilmenau, Crawinkel, Gräfenroda und Tabarz. Auch das Schaubergwerk Felsendome in Chemnitz gehört zu den Drehorten.
- Das im Film verwendete Fahrzeug ist ein Opel 4/8 PS, der erst ab 1909 gebaut wurde, während der Film im Jahr 1905 spielt.
- Beim Namen der Regisseurin „Erna Schmidt“ handelt es sich um ein Pseudonym der Regisseurin Almut Getto, die ihren Namen aus unbekannten Gründen vom fertigen Film zurückzog.[3]

## Auszeichnungen
- 2. Hachenburger Filmfest 2008: Gewinner des „Kleinen Löwen 8+“
- 25. Internationales Kinderfilmfestival Chicago 2008: Gewinner des Publikumspreises „Best of Fest Award“ und des zweiten Preises der Kinderjury in der Kategorie Live-Action Feature Film
- Bielefelder Filmpreis 2008: Publikumspreis Goldener Gossi
- Bamkids Filmfestival New York 2009: Bammie
- Internationales Kinderfilmfestival Sprockets Toronto 2009: Golden Sprockets Award